# توماس دلینی
توماس جوزف دلینی (انگلیسی: Thomas Joseph Delaney؛ زادهٔ ۳ سپتامبر ۱۹۹۱) بازیکن فوتبال اهل دانمارک است که در تیم سویا مشغول بازی می‌باشد. دلینی عضو تیم ملی فوتبال دانمارک نیز هست. پست او هافبک است.